# Гоппольд из Лобсдорфа, Вилем (1869)
Вилем Ладислав Ян Гоппольд из Лобсдорфа (чеш. Vilém Ladislav Jan Goppold z Lobsdorfu; 27 мая 1869, Прага, Цислейтания — 12 июня 1943, Прага) — богемский фехтовальщик. Двукратный бронзовый призёр летних Олимпийских игр 1908 года, участник летних Олимпийских игр 1912 года.

## Биография
Вилем Гоппольд из Лобсдорфа родился 28 мая 1869 года в австро-венгерском городе Прага (сейчас в Чехии).
Происходил из старинного чешского дворянского рода. Дворянство было пожаловано его предку Матиашу Гоппольду в 1623 году с приставкой «из Лобсдорфа» — по немецкому названию села Лобзы (сейчас часть Пльзеня).
Служил клерком. Отлично знал немецкий, французский и итальянский языки.
В 1901—1912 годах был членом фехтовального клуба Ригеля, также посещал немецкий клуб и обучался у итальянского фехтовальщика Орацио Сантелли и майора Дворжака. Трижды становился чемпионом Богемии по фехтованию на саблях (1909—1910, 1913), трижды был серебряным призёром в фехтовании на рапирах (1911—1912) и саблях (1911). Выиграл несколько международных турниров, в том числе в 1895 году в Праге, где в противостоянии с 30 итальянскими фехтовальщиками выиграл серебро в фехтовании на рапирах и саблях.
В 1908 году вошёл в состав сборной Богемии на летних Олимпийских играх в Лондоне.
В индивидуальном турнире шпажистов занял в группе 1/8 финала 2-е место, победив Лифа Дэниелла из Великобритании, Фредерика Дюбурдью из Франции, Дежё Фёльдеша из Венгрии и Виллема Хуберта ван Бийенбурга из Нидерландов и проиграв Фернану Босману из Бельгии. В четвертьфинальной группе занял 3-е место, победив Петро Специале из Италии и Генри Дэвидса из Великобритании и уступив Гастону Алиберу и Анри-Жоржу Бержеру из Франции.
В командном турнире шпажистов сборная Богемии, за которую также выступали Отакар Лада, Властимил Лада-Сазавский и Вилем Тврзский, в четвертьфинале проиграла Италии — 4:9.
В личном турнире саблистов завоевал бронзовую медаль. В группе 1/8 финала выиграл все 7 поединков против Поля Анспаха из Бельгии, Енё Апати из Венгрии, Эдварда Брукфилда из Великобритании, Йохана ван Шревена из Нидерландов, Пьетро Сарцано из Италии, Георга Штёра из Германии и Жана Микорски из Франции. В четвертьфинальной группе занял 2-е место, победив Йозефа ван дер Водта из Бельгии, Уильяма Марша из Великобритании и Арье де Йонга из Нидерландов и уступив Риккардо Новаку из Италии. В полуфинальной группе поделил 1-4-е места, выиграв у Белы Зулавски и Оскара Герде из Венгрии, Лаурица Кристиана Острупа из Дании, Йозефа ван дер Водта из Бельгии и Санте Чеккерини из Италии, проиграв Петеру Тоту из Венгрии и Йетзе Дорману из Нидерландов. В финальной группе занял 3-е место, победив Енё Сантая и Лайоша Веркнера из Венгрии, Луи ле Байи из Франции и Йетзе Дормана из Нидерландов, а также завершив два поединка вничью и в одном потерпев поражение. Медаль Гоппольда из Лобсдорфа остаётся единственной личной олимпийской наградой в чешском фехтовании.
В командном турнире саблистов, который разыгрывался до двух поражений, сборная Богемии, за которую также выступали Франтишек Душек, Властимил Лада-Сазавский, Отакар Лада и Бедржих Шейбал, завоевала бронзовую медаль. В четвертьфинале богемцы выиграли у Нидерландов — 9:7, Франции — 9:7 и проиграли Венгрии — 7:9.
Также участвовал в показательном личном турнире рапиристов, в котором фехтовал с Властимилом Ладой-Сазавским.
В 1912 году вошёл в состав сборной Богемии на летних Олимпийских играх в Стокгольме. В командном турнире шпажистов сборная Богемии, за которую также выступали его сын Вилем Гоппольд из Лобсдорфа, Йозеф Пфайффер и Франтишек Кржиж, в четвертьфинальной группе выиграла у Норвегии — 10:9, в полуфинальной сыграла вничью с Нидерландами — 8:8 и проиграла им в переигровке — 5:9, а также Великобритании — 9:10 и Дании — 7:10. В командном турнире саблистов сборная Богемии, за которую также выступали Йозеф Пфайффер, Бедржих Шейбал, Йозеф Чипера и Отакар Шворчик, заняла 4-е место. В полуфинальной группе богемцы победили Нидерланды — 10:6, Бельгию, Великобританию — 13:3, в финальной группе проиграли Венгрии, Австрии — 6:10 и завершили вничью поединок с Нидерландами — 8:8. Также был заявлен в личных турнирах шпажистов и саблистов, но не вышел на старт.
Умер 12 июня 1943 года в Праге в доме для бездомных.

## Семья
Жена — Мария Штрохшнейдерова (8 сентября 1868 — 28 февраля 1939), владелица галантерейного магазина на улице Рытиржской в Праге.
Старший сын — Вилем Гоппольд из Лобсдорфа (1893—1945), богемский фехтовальщик. Участник летних Олимпийских игр 1912 года. После того как объявил себя немцем, сменил имя на Вильгельм и стал помогать нацистскому режиму, отец, будучи чешским патриотом, отказался от него.
Младший сын — Карел Гоппольд из Лобсдорфа (1894—1956), богемский фехтовальщик. Участник летних Олимпийских игр 1912 года.

## Память
Бронзовая олимпийская медаль Вилема Гоппольда из Лобсдорфа хранится в собрании Национального музея в Праге.